# Жылу
Жылу́ (каз. жылу, «тепло») — вид благотворительности в традиционном казахском обществе: помощь людям, оказавшимся в тяжелом материальном положении (джут, падёж скота, пожар, потеря имущества, большой долг и т. п.). Помощь оказывалась родственниками, близкими соседями, земляками в виде денег, вещей, скота. Жылу собиралась по решению аксакалов или авторитетных людей.